# ガルシア2世・サンシュ (ガスコーニュ公)
ガルシア2世・サンシュ（フランス語：Garcia II Sanche / Garsie-Sanche, ? - 930年ごろ）またはガルシア2世・サンチェス（スペイン語：García II Sánchez）は、ガスコーニュ公（在位：887年以前 - 930年ごろ）。湾曲公（le Torsまたはle Courbé）と呼ばれた。

## 生涯
ガルシア2世はおそらくガスコーニュ公サンシュ2世・サンシュまたはサンシュ3世の息子であると考えられているが、古い文献ではスペイン出身の系譜が示されており、ガルシア2世の祖先ははっきりしない。ガルシア2世はフェザンサック伯・ガスコーニュ公アルノーの従兄弟とも考えられており、一部の資料によると、アルノーは864年にサンシュ2世・サンシュが死去した後、ガルシア2世が若年の間に摂政を務めたといわれている。また、他の資料では、アルノーをサンシュ2世の後継者として位置付け、アルノーの死を同年としている。いずれにせよ、ガルシア2世は887年までには権力を握っていたとみられる。887年、ガルシア2世はフランク王カール3世の治世の衰退期における方針を決定するためにブールジュに集まったアキテーヌの貴族が発行した特許状において確認される。904年に、ガルシア2世は「comes et marchio in limitibus oceani（海の境界までの伯略および辺境伯）」の称号を用いていた。ガルシア2世は、1032年までガスコーニュを統治し、後にボルドー伯領を自領に統合した公爵家の始祖となった。ガルシア2世の娘アンドレゴトは、ボルドー伯ギヨーム善良伯の父であるレーモンと結婚した。ガルシア2世の死後、3人の息子が領地を分割相続した。

## 子女
ガルシア2世はアムナ・ド・ペリゴールと結婚し、以下の子女をもうけた。
- サンシュ4世（950/5年没） - ガスコーニュ公
- ギヨーム（960年没） - フェザンサック伯（アルマニャックを含む）、アルマニャック家の祖。
- アルノー - アスタラック伯
- アンドレゴト（エントレゴディス） - レーモンと結婚、ボルドー伯ギヨーム善良伯（英語版）の母
- ガルサンド - トゥールーズ伯レーモン・ポンスと結婚
- アシベル - アラゴン伯ガリンド2世・アスナーレスと結婚